# Riserva naturale Foresta Umbra
La riserva naturale Foresta Umbra è un'area naturale protetta posta all'interno del Parco nazionale del Gargano. Si estende nella zona centro-orientale del Gargano, a circa 800 metri di altitudine. Il nome "umbra", deriva dal latino: cupa, ombrosa; come allora, e come in parte oggi, appare.
A partire dal 7 luglio 2017 le sue faggete vetuste sono entrate a far parte del patrimonio UNESCO.

## Territorio
La Foresta Umbra occupa un'area di circa 15.000 ettari. Comprende zone tutelate dal 1977 come riserve naturali biogenetiche (Foresta Umbra, di 399 ha e Falascone, di 48 ha), caratterizzate da faggeta mista, e una riserva integrale (Sfilzi, di 56ha), zona di transizione tra faggeta e cerreta, nata nel 1971 a tutela dell'unica sorgente montana del Gargano.
La foresta è stata divisa in quattro zone più o meno concentriche: la zona A, la zona B, la zona C e la zona D.
- zona A: area di riproduzione delle specie animali selvatiche. È il cuore nascosto della foresta e l'accesso al pubblico è vietato;
- zona B: comprende la parte più incontaminata della Foresta Umbra dove è severamente vietato produrre rumori molesti, alzare la voce o avere comportamenti che possono essere percepiti in qualche modo dalla popolazione animale;
- zona C: in quest'area è interdetto l'ingresso ai veicoli a motore, pur essendo libera la circolazione delle persone;
- zona D: è quella di maggior tolleranza dal punto di vista ambientalistico, in quanto è la zona dei paesi compresi nella foresta.

## Comuni
La Foresta Umbra si estende nei comuni di:
- Monte Sant'Angelo,
- Vieste,
- Vico del Gargano,
- Carpino,
- Peschici.

## Flora
Floristicamente vi si possono distinguere tre zone: quella superiore della faggeta (84% circa di faggi, in misura minore aceri, carpini ecc.); quella intermedia della cerreta (cerri e altre querce circa 45%, faggi 21%, poi carpini, aceri, tigli ecc.) e quella bassa del bosco mediterraneo con lecci e specie minori. Lo scenario che la foresta offre in autunno è spettacolare, quando le foglie degli alberi si tingono dei tipici colori.

## Fauna
La Foresta Umbra ospita un grande numero di specie animali. Possiamo infatti trovare lepri, scoiattoli, fagiani e piccoli roditori oltre a cinghiali, caprioli, picchi e donnole. Nel folto è possibile anche avvistare il cervo. Comuni sono anche daini, volpi, tassi e gatti selvatici, questi ultimi predatori astuti e con abitudini elusive. Molte specie di uccelli tra le quali il corvo, la gazza, la capinera, l'usignolo, il pettirosso e il merlo. Numerosi sono i rapaci sia diurni come lo sparviero, il nibbio, l'astore e la poiana, sia notturni come il grande gufo reale, l'allocco, la civetta ed il barbagianni.
Alcune fototrappole, messe nelle zone più interne della foresta, hanno dimostrato la presenza del lupo appenninico. Nelle foto scattate si intravede una coppia di lupi, della quale la femmina, ha le mammelle gonfie, segno che è nel periodo dell'allattamento e che sta allevando dei cuccioli. Il ritorno del lupo, non solo sul Gargano, ma ancora prima sulla Murgia barese può essere spiegato con l'efficacia delle misure di protezione attuate dallo Stato che stanno facendo aumentare la popolazione di lupo. Il più importante carnivoro italiano, a partire dalla seconda metà del XX secolo, ha recuperato i territori dai quali era stato eliminato nei due secoli precedenti, tornando a svolgere il suo prezioso ruolo di predatore al vertice della piramide trofica.

## Attività
I prodotti principali delle attività legate al bosco sono rappresentati dal legname, soprattutto di faggio.

## Attività turistiche nella Foresta Umbra
Nella Foresta Umbra è possibile fare un gran numero di attività tra cui Trekking, MTB, E-Bike.
In Foresta Umbra ci sono 15 sentieri di diversa difficoltà, adatti ai vari tipi di visitatori.